# Acido fosfotungstico
L'acido fosfotungstico (o fosfowolframico) è un eteropoliacido a base di fosforo e tungsteno con formula chimica H3P W12O40. Si presenta normalmente in forma idrata e si ottiene facendo evaporare una soluzione composta da acido fosforico (H3PO4) e dall'isopoliacido H6W12O39 · xH2O (acido metatungstico). 
È un composto corrosivo e si presenta, a temperatura ambiente, come un solido da bianco a verdastro-giallo quasi inodore con punto di fusione di 89 °C (24 H2O idrato). Non è particolarmente tossico ma è mediamente irritante. Il composto è noto con una gran varietà di nomi ed acronimi, tra cui i principali sono:
- Acido fosfotungstico (PTA), (PWA)
- Acido tungstofosforico (TPA)
- Acido 12-fosfotungstico
- Acido 12-tungstofosforico (standard Iupac in Cotton e Wilkinson, 1966)
- Acido dodecatungstofosforico

La numerazione presente nel nome riflette il fatto che l'anione contiene 12 atomi di tungsteno. L'acido fosfotungstico trova largo utilizzo nella preparazione della colorazione istologica chiamata azan tricromica. Esso si lega al collagene e alle fibre dei tessuti connettivi e rimpiazza gli anioni di questi materiali decolorandoli selettivamente.
L'acido fosfotungstico è un composto elettron denso al punto di essere opaco. È comunemente usato come liquido di contrasto nella microscopia elettronica a trasmissione di virus, nervi, polisaccaridi e altri tessuti biologici.